# Triumph Studios
„Triumph Studios“ е компания за разработка на видеоигри. Основана е в Делфт в Нидерландия през 1997 и разработчиците ѝ създават няколко игри за PC и една за Xbox 360.

## Продукти
- Age of Wonders 1999
- Age of Wonders 2: The Wizard's Throne 2002
- Age of Wonders: Shadow Magic 2003
- Overlord 2007
- Overlord: Raising Hell 2008
- Overlord II 23 июня 2009
- Overlord: Dark Legend